# Keratinocyt

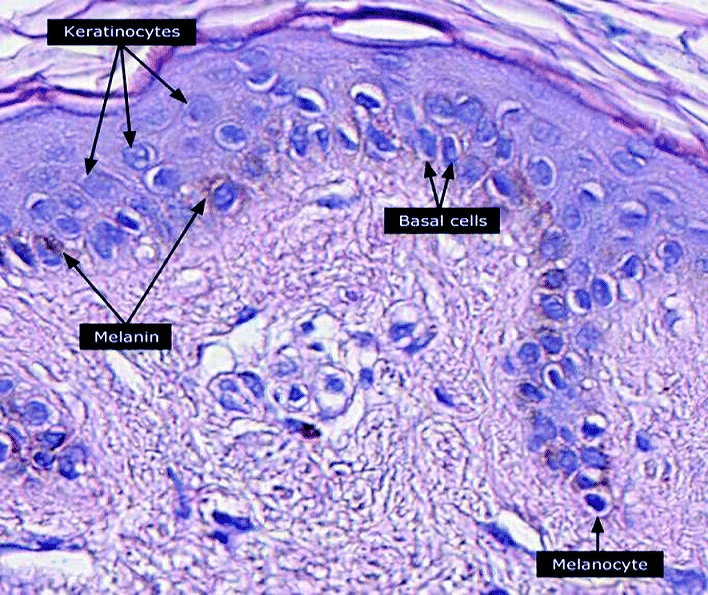
Keratinocyten, basale cellen en melanocyten in de epidermis

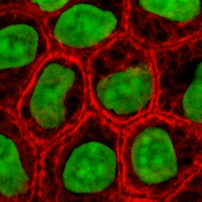
Gekweekte keratinocyten (type: MDKC (Madin-Darby canine kidney cell)) bekeken met scanning laser confocale microscopie; gekleurd voor desmoplakine (in desmosomen die de cellen aan elkaar verbinden), keratine (rood) (het skelet van de cel), en DNA (groen) (in de celkern)

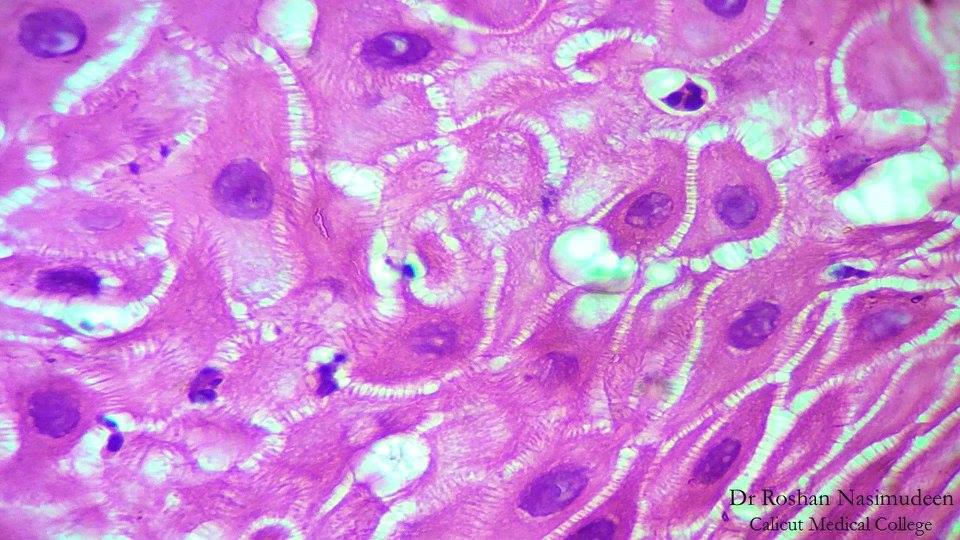
Keratinocyten

Keratinocyt is het soort cel waaruit de opperhuid is opgebouwd. De kiemlaag (stratum basale) van de opperhuid wordt vooral gevormd door keratinocyten en enkele melanocyten (verhouding ongeveer 10:1). Melanocyten geven pigment af aan de keratinocyten, die daarmee hun celkern tegen uv beschermen. Gewoonlijk vinden alleen in de onderste laag celdelingen plaats. Een van de dochtercellen schuift door naar hoger gelegen huidlagen. Met dit proces wordt de opperhuid continu vernieuwd. Gemiddeld duurt dat ongeveer 4-6 weken.. Er zouden ongeveer 50.000 keratinocyten per mm2 huid aanwezig zijn.
Keratinocyten liggen dicht tegen elkaar aan, en zijn stevig aan elkaar verbonden. Een belangrijke verbinding wordt gevormd door de hemidesmosomen; als hemidesmosomen beschadigd raken, zoals bij de ziekte pemphigus vulgaris, ontstaan blaren in de huid.
In het stratum granulosum gaan de keratinocyten geleidelijk "verhoornen" en worden dan corneocyten genoemd:
- ze verliezen hun celkern
- ze maken een stevige envelop ("cornified envelope").

Zo ontstaat het stratum corneum, de hoornlaag. De hoornlaag is belangrijk om het verlies van water tegen te gaan, en ook om het lichaam te beschermen tegen stoffen van buiten. Keratinocyten in de hoornlaag worden ook wel corneocyt genoemd.

## Taken
Keratinocyten zijn actief betrokken bij de immuunrespons, bij ontstekingen en bij wondgenezing. Ze kunnen een verscheidenheid aan cytokinen, groeifactoren en zelfs complementfactoren produceren. Bij veel chronische ontstekingshuidziekten komen vooral αTNF-alfa en IL-1 vrij, maar ook veel andere interleukinen en chemokinen.
Keratinocyten dragen bij aan uv-bescherming door melanosomen (melaninebevattende blaasjes) uit melanocyten te absorberen. De melanine wordt rond de celkern opgeslagen en beschermt deze tegen uv-schade.

### Rol bij wondgenezing
Wonden in de huid worden gedeeltelijk hersteld door de migratie van keratinocyten om de opening op te vullen die door de wond is ontstaan. De eerste set keratinocyten die aan die reparatie deelneemt, komt uit het uitstulpingsgebied van het haarzakje en zal slechts tijdelijk overleven. Binnen de genezen opperhuid worden ze vervangen door keratinocyten die afkomstig zijn uit de opperhuid. Aan de andere kant kunnen epidermale keratinocyten bijdragen aan de vorming van nieuwe haarzakjes tijdens de genezing van grote wonden.
Functionele keratinocyten zijn nodig voor de genezing van trommelvliesperforatie.

### Zonnebrand
Een zonnebrandcel is een keratinocyt met een pyknotische kern (verdikking van de kern van een cel) en eosinofiel gekleurd cytoplasma dat verschijnt na blootstelling aan UVC- of UVB-straling of UVA in aanwezigheid van psoralenen. Het vertoont voortijdige en abnormale keratinisatie en is beschreven als een voorbeeld van apoptose.

## Differentiatie
In elke fase van differentiatie brengen keratinocyten specifieke keratines tot expressie, zoals keratine 1, keratine 5, keratine 10 en keratine 14, maar ook andere markers zoals involucrine, loricrine, transglutaminase, filaggrine en caspase 14.
Epidermale stamcellen bevinden zich in het onderste deel van de opperhuid (stratum basale) en zijn via hemidesmosomen aan het basale membraan bevestigd. Epidermale stamcellen delen zich  willekeurige in stamcellen of transit-versterkende cellen, waardoor er meer stamcellen of transit-versterkende cellen ontstaan. Sommige van de transit-versterkende cellen blijven prolifereren en differentiëren en migreren naar het oppervlak van de opperhuid. Die stamcellen en hun gedifferentieerde nakomelingen zijn georganiseerd in kolommen die epidermale proliferatie-eenheden worden genoemd.
Tijdens dit differentiatieproces stoppen keratinocyten met delen en initiëren ze de expressie van epidermale differentiatiemarkers en verplaatsen ze zich suprabasaal (naar boven het basaal membraan) terwijl ze deel gaan uitmaken van het stratum spinosum, stratum granulosum en uiteindelijk corneocyten zonder celkern en cytoplasmatische organellen worden in het stratum corneum. De corneocyten zullen uiteindelijk worden afgestoten doordat er nieuwe cellen bijkomen.
|  |  |

### Differentiatie bevorderende factoren
Factoren die de differentiatie van keratinocyten bevorderen zijn:
- Een calciumgradiënt, met de laagste concentratie in het stratum basale en toenemende concentraties tot het buitenste stratum granulosum, waar het zijn maximum bereikt. De calciumconcentratie in het stratum corneum is deels erg hoog omdat die relatief droge cellen de ionen niet kunnen oplossen.[11] Die verhogingen van extracellulaire calciumconcentraties induceren een toename van intracellulaire vrije calciumconcentraties in keratinocyten.[12] Een deel van die intracellulaire calciumtoename komt van calcium dat vrijkomt uit intracellulaire voorraden[13] en een ander deel komt van de transmembraan calciuminstroom,[14] via zowel calciumgevoelige chloridekanalen[15]als elektrische potentiaalverschil-onafhankelijke kationkanalen die permeabel zijn voor calcium.[16] Bovendien is gesuggereerd dat een extracellulaire calcium-sensing receptor (CaSR) ook bijdraagt aan de stijging van de intracellulaire calciumconcentratie.[17]
- Vitamine D3 reguleert de proliferatie en differentiatie van keratinocyten, voornamelijk door de calciumconcentraties te moduleren en de expressie van genen te reguleren die betrokken zijn bij de differentiatie van keratinocyten.[18][19] Keratinocyten zijn de enige cellen in het lichaam met het volledige vitamine D-metabolische pad van vitamine D-productie tot katabolisme en vitamine D-receptorexpressie.[20]
- Cathepsine E.[21]
- TALE (Transcription activator-like effector) homeodomain-transcriptiefactoren.[22]
- Cortisol.[23]

## Interactie met andere cellen

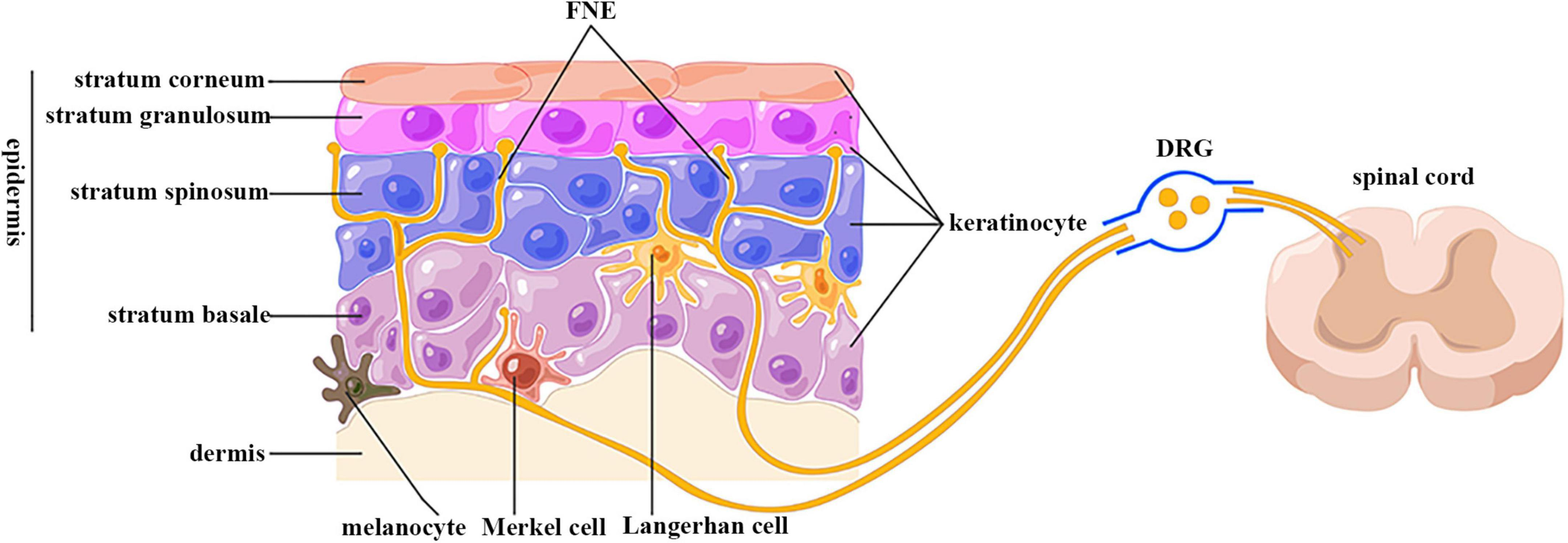
Anatomische relatie tussen keratinocyten en sensorische zenuwuiteinden

In de opperhuid zijn keratinocyten geassocieerd met andere celtypen zoals melanocyten en Langerhanscellen. Keratinocyten vormen nauwe verbindingen met de zenuwen van de huid en houden de Langerhanscellen en intradermale lymfocyten op hun plaats in de opperhuid. Keratinocyten moduleren ook het immuunsysteem.
Keratinocyten brengen ook neurotransmitterreceptoren van adrenaline, acetylcholine, glutamaat en gamma-aminoboterzuur tot expressie, die betrokken zijn bij het reguleren van de activering en migratie van keratinocyten. Bovendien dienen keratinocyten zowel bronnen als doelen van neurotrofe factoren, ontstekingsbevorderende cytokines en neuropeptiden. De autocriene (binnen de cel) en/of paracriene (tussen cellen) mechanismen van deze mediatoren creëren een bidirectionele terugkoppelingslus die de zenuwontsteking versterkt en bijdraagt aan perifere sensibilisatie.